# Bossiaea armitii
Bossiaea armitii är en ärtväxtart som beskrevs av Ferdinand von Mueller. Bossiaea armitii ingår i släktet Bossiaea och familjen ärtväxter. Inga underarter finns listade i Catalogue of Life.